# Pirate Adventure

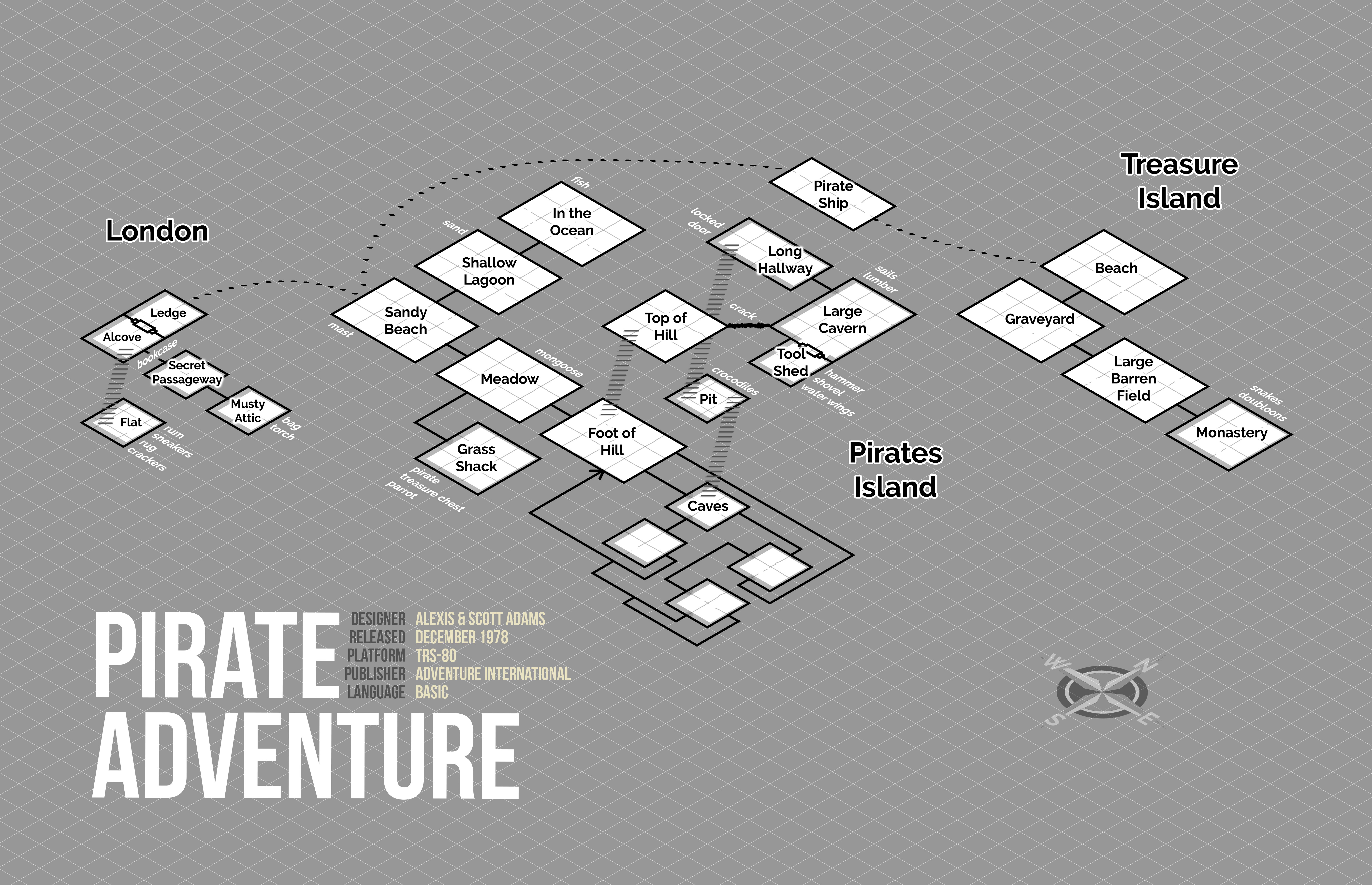
Univers du jeu

Pirate Adventure (aussi connu sous le nom Pirate’s Cove) est un jeu vidéo d’aventure développé par Alexis et  Scott Adams et publié par Adventure International en 1979 sur TRS-80 avant d’être porté, entre autres, sur Apple II, Commodore PET, Commodore 16, BBC Micro et ZX Spectrum. Il s’agit du deuxième jeu d’aventure développé par Scott Adams, après Adventureland (1978). Son scénario est imaginé par sa femme, Alexis Adams. Il s’inspire du roman L'Île au trésor de Robert Louis Stevenson et implique notamment de retrouver les deux trésors de Long John Silver. L’île sur laquelle se trouve initialement le joueur n’est pas celle ou sont cachés les trésors et son premier objectif est donc de construire un bateau en réunissant les matériaux et les plans nécessaires à sa fabrication. Pour retrouver les trésors, le joueur doit ensuite surmonter de nombreux obstacles dont des alligators, des serpents, une mangouste et un perroquet. Pirate Adventure est considéré comme le plus facile des jeux d’aventure de Scott Adams et est donc généralement recommandé aux joueurs débutants,.